# Trastorn encefàlic
Un trastorn encefàlic és una condició congènita causada per danys o desenvolupament anormal del sistema nerviós de gemmació o germinació. "Cefàlic" és un terme que vol dir "cap" o "extrem superior del cos". Congènit significa que el trastorn es presenta usualment abans del naixement. Alguns tipus de trastorns encefàlics són la lissencefàlia l'oxicefàlia o la plagiocefàlia.

## Descripció
Els trastorns encefàlics no són causats necessàriament per un sol factor, sinó que poden ser provocats per condicions hereditàries o genètiques o per exposicions ambientals durant l'embaràs, tals com medicaments que la mare hagi pres, infecció maternal o exposició a radiacions. Alguns trastorns encefàlics ocorren quan les sutures cranials (els entroncaments fibrosos que connecten els ossos del crani) s'uneixen prematurament. La majoria dels trastorns encefàlics són causats per un problema que ocorre en les primeres etapes del desenvolupament del sistema nerviós fetal.
El sistema nerviós humà es desenvolupa a partir d'una capa petita i especialitzada de cèl·lules situades en la superfície de l'embrió. En les primeres etapes del desenvolupament, aquesta capa de cèl·lules forma el tub neural, un embolcall estret que es tanca entre la tercera i quarta setmana de l'embaràs per a formar el cervell i la medul·la espinal de l'embrió. Quatre processos principals són responsables del desenvolupament del sistema nerviós: 
- la proliferació cel·lular, un procés en el qual les cèl·lules nervioses es divideixen per a formar noves generacions de cèl·lules;
- la migració cel·lular, un procés en el qual les cèl·lules nervioses es mouen des del seu lloc d'origen fins al lloc on estaran la resta de la vida;
- la diferenciació cel·lular, un procés durant la qual les cèl·lules adquireixen característiques individuals; i
- la mort cel·lular, un procés natural en el qual les cèl·lules moren.

Els danys al sistema nerviós en desenvolupament són una causa important de trastorns crònics i incapacitats i, de vegades, de la mort d'infants, nens i fins a adults. Els danys soferts pel sistema nerviós en desenvolupament poden afectar la ment i el cos en graus que varien enormement. Moltes incapacitats són suficientment lleus i permeten que els pacients afectats puguin actuar independentment en la societat. Unes altres no ho són. Alguns infants, nens i adults moren. Uns altres queden completament incapacitats i una població encara més gran queda parcialment incapacitada, funcionant bastant per sota de la capacitat normal durant tota la vida.